# ماهیچه بازکننده مچ به زند پایینی
ماهیچه بازکننده مچ به زند پایینی (انگلیسی: Extensor carpi ulnaris muscle) کار باز کردن و دور کردن مچ دست از خط میانی را برعهده دارد.
خاستگاه: سربازوئی ـ اپی‌کندیل جانبی استخوان بازو، سر زنداسفلی ـ لبه پسین زند زیرین
پیوندگاه: قاعده استخوان پنجم کف دستی
عصب‌گیری: از شاخه عمقی عصب زند بالایی (رادیال)
تاندون این عضله در پایین به قاعده متاکارپ پنجم چسبیده و بجز دورسی فلکشن مچ دست موجب انحراف آن به طرف اولنا هم می‌شود.